# Peponium boivinii
Peponium boivinii là một loài thực vật có hoa trong họ Cucurbitaceae. Loài này được (Cogn.) Engl. mô tả khoa học đầu tiên năm 1897.